# Итальянский военный контингент в Ираке
Итальянский военный контингент в Ираке — подразделение вооружённых сил Италии, принимавшее участие в войне в Ираке.

## История
Итальянские войска прибыли в Ирак в июле 2003 года.
15 марта 2005 года премьер-министр Италии Сильвио Берлускони объявил намерении вывести итальянские войска из Ирака к сентябрю 2005 года, но уже через сутки под давлением США и Великобритании взял назад своё заявление. 
31 мая 2005 года в районе Насирии разбился вертолёт АВ-412 итальянского контингента, погибли 4 военнослужащих Италии.
В 2006 году новый премьер-министр Италии Романо Проди вновь объявил о выводе войск из Ирака. 21 сентября 2006 года управление провинцией Ди-Кар (до этого находившейся под контролем британских и итальянских войск) было передано иракской гражданской администрации. Последние итальянские военные покинули Ирак в ноябре 2006 года.
Военная операция итальянского контингента на территории Ирака в период с 15 июля 2003 до 1 декабря 2006 года получила официальное название «Операция „Древний Вавилон“» («L’Operazione Antica Babilonia»).
15 декабря 2011 года США объявили о победе и официальном завершении Иракской войны, однако боевые действия в стране продолжались.
В июне 2014 года боевики "Исламского государства" начали масштабное наступление на севере Ирака, после чего положение в стране осложнилось. 29 июня 2014 года на занятых ИГИЛ территориях Ирака был провозглашен халифат. 5 сентября 2014 года на саммите НАТО в Уэльсе глава государственного департамента США Джон Керри официально обратился к главам МИД и министрам обороны Австралии, Великобритании, Германии, Дании, Италии, Канады, Польши, Турции и Франции с призывом присоединиться к борьбе с ИГИЛ. 22-23 сентября 2014 года США стали наносить авиаудары по занятым ИГИЛ районам Ирака. 
В мае 2017 года Италия вновь направила войска в Ирак, 500 военнослужащих 6-го полка берсальеров взяли под охрану дамбу в Мосуле. 13 сентября 2019 года в Багдаде умер 40-летний военнослужащий итальянского контингента. 
10 ноября 2019 года в районе города Киркук взрывом минно-взрывного устройства были ранены пять военнослужащих Италии (на вертолётах США они были доставлены в госпиталь в Багдаде, где одному из них ампутировали ногу). 
23 августа 2024 года бронеавтомобиль VTLM "Lince" итальянского военного контингента попал в аварию на дороге в районе города Эрбиль (были травмированы четыре военнослужащих Италии).

## Результаты
Потери итальянского контингента в Ираке в 2003-2006 гг. составили 33 военнослужащих погибшими и не менее 49 ранеными. В 2017-2024 гг. в Ираке погиб один и были ранены и травмированы ещё не менее 9 военнослужащих Италии.
Следует учесть, что в итальянский военный контингент в Ираке не включены техника и персонал ООН, находившиеся в Ираке в рамках миссии ООН по содействию Ираку (United Nations Assistance Mission for Iraq, UNAMI), действовавшей в соответствии с резолюцией Совета Безопасности ООН № 1500 от 14 августа 2003 года.
- по официальным данным ООН, всего в Ираке погибли 36 сотрудников UNAMI, 1 из которых являлся гражданином Италии[15].

В перечисленные выше потери не включены потери «контрактников» сил коалиции (сотрудники иностранных частных военных и охранных компаний, компаний по разминированию, операторы авиатехники, а также иной гражданский персонал, действующий в Ираке с разрешения и в интересах стран коалиции).
- по данным из открытых источников, в числе потерь «контрактников» международной коалиции в Ираке — не менее 4 граждан Италии[18][19][20]

В перечисленные выше потери не включены сведения о финансовых расходах на участие в войне, потерях в технике, вооружении и ином военном имуществе итальянского контингента в Ираке.